# Jota Serpentis
Jota Serpentis (ι Serpentis, förkortat Jota Ser, ι Ser) som är stjärnans Bayerbeteckning, är en trippelstjärna belägen i den norra delen av stjärnbilden Ormen, i den del som representerar ”ormens huvud”. Den har en skenbar magnitud på 4,51 och är synlig för blotta ögat där ljusföroreningar ej förekommer. Baserat på parallaxmätning inom Hipparcosuppdraget på ca 17,2 mas, beräknas den befinna sig på ett avstånd på ca 190 ljusår (ca 58 parsek) från solen.

## Egenskaper
Primärstjärnan Jota Serpentis A är en blå till vit stjärna i huvudserien av spektralklass B9 V. Den har en massa som är omkring dubbelt så stor som solens massa, en radie som är ca 2,9 gånger större än solens och utsänder från dess fotosfär ca 47 gånger mera energi än solen vid en effektiv temperatur på ca 8 800 K.
Jota Serpentis A utgör tillsammans med följeslagaren Jota Serpentis B en spektroskopisk dubbelstjärna. Den senare är en huvudseriestjärna av spektralklass A1 V med en skenbar magnitud på 5,3. Paret, som först upptäckts som en astrometrisk dubbelstjärna, har nu upplösts och deras visuella banor har härletts. De har en omloppsperiod som rapporteras så olika som 11 eller 22 år.
Det finns även två visuella följeslagare, Jota Serpentis C, en stjärna av 13:e magnituden och separerad med 143 bågsekunder och Jota Serpentis D, av 12:e magnituden separerad med 151 bågsekunder.